# Amazonides nigroides
Amazonides nigroides là một loài bướm đêm trong họ Noctuidae.